# Толкачёв, Олег Михайлович
Олег Михайлович Толкачёв (род. 18 ноября 1948, Москва) — российский политик, член Совета Федерации (2004—2010).

## Биография
Окончил Московский инженерно-физический институт (МИФИ) в 1972 г., доктор физико-математических наук, профессор; 1972—1990 — инженер, младший, затем старший научный сотрудник Физического института Академии наук СССР (ФИАН), занимался научно-исследовательской работой в области физики твердого тела.

### Политическая карьера
1990—1991 гг. — председатель Москворецкого районного Совета г. Москвы
1991—1994 гг. — член правительства г. Москвы, префект Южного административного округа;